# Carisbrooke
Carisbrooke es un pueblo en el suroeste de la periferia de Newport en la Isla de Wight. Cuenta con una población aproximada de 3547 personas (2011). Es principalmente conocido por el castillo homónimo, además de la iglesia parisina medieval llamada iglesia de Santa María. Dentro de sus otros atractivos destaca el descubrimiento de una villa Romana durante la era Victoriana.

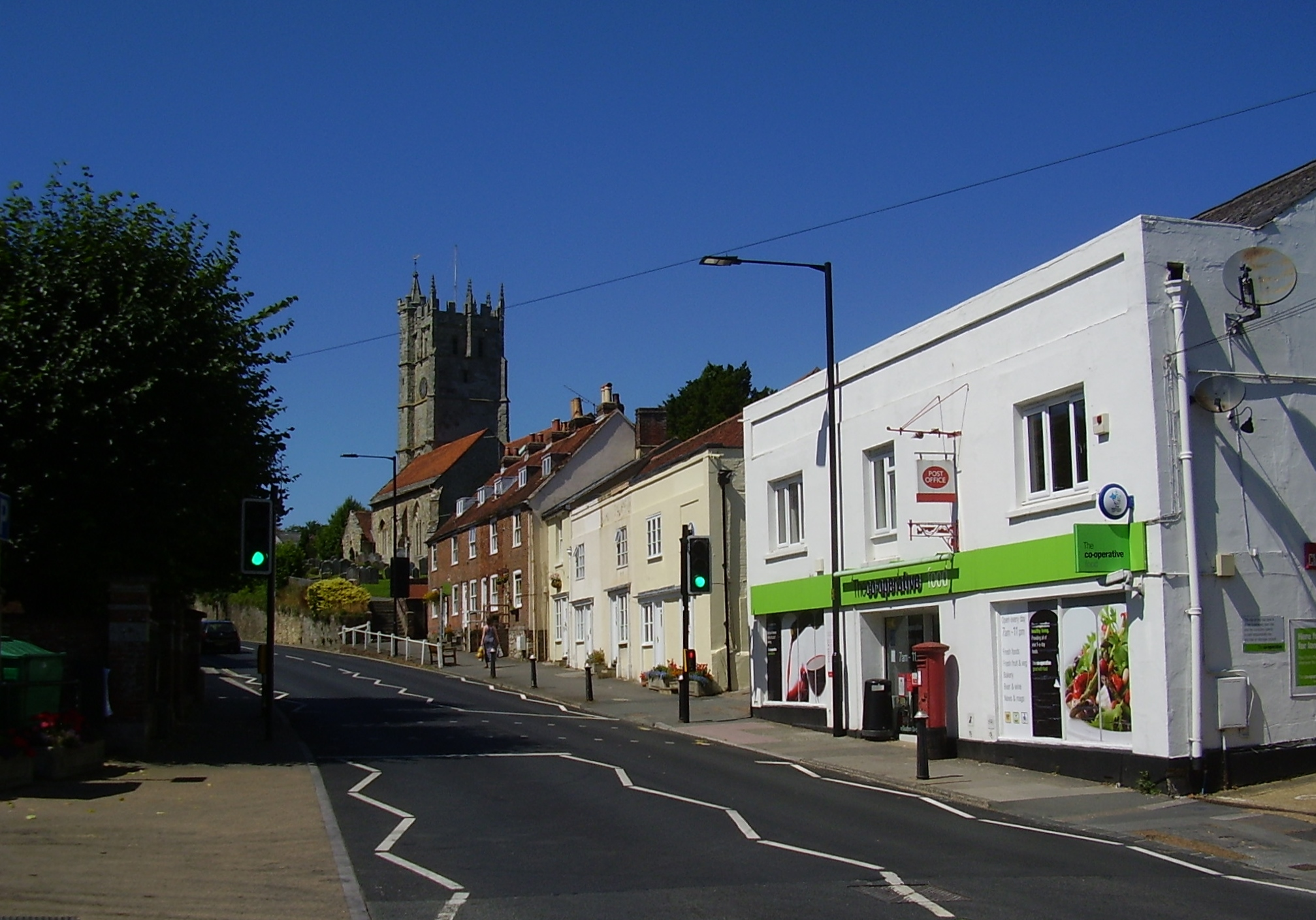
Calle principal.